# Подград при Времах
Подград при Времах (словен. Podgrad pri Vremah, итал. Nigrignano) је насељено место у општини Дивача, Обално-крашка регија, Словенија.

## Историја
До територијалне реорганизације у Словенији био је у саставу старе општине Сежана.

## Становништво
У попису становништва из 2011. године, Подград при Времах је имао 24 становника.
| Број становника према пописима | Број становника према пописима | Број становника према пописима |
| ------------------------------ | ------------------------------ | ------------------------------ |
| 1991                           | 2002                           | 2011                           |
| 33                             | 28                             | 24                             |

Напомена: До 1955. исказивано под именом Подград-Поток.